# 查克·馬威尼
查爾斯·班哲明·“查克”·馬威尼（Charles Benjamin "Chuck" Mawhinney，1949年2月23日—2024年2月12日）出身於美國奧勒岡州，於越戰期間服役於美國海軍陸戰隊從事狙擊手職務。他於越戰的16個月服役期間，官方確認擊殺紀錄為103人，可能擊殺人數為216名，其擊殺人数可能比卡羅斯·海斯卡克还要多10人。

## 服役紀錄
查克的父親是二戰的海軍陸戰隊榮民；查克從小就是個活力充沛有衝勁的獵人。查克於1967年入伍，1968年起就被派到越南16個月。相對於卡羅斯，查克的名聲反而不是那麼響亮有名，唯一能大書特書但是很少人知道的就是查克的官方版確認有效擊殺數103人，另外加上216人是「可能擊殺」。

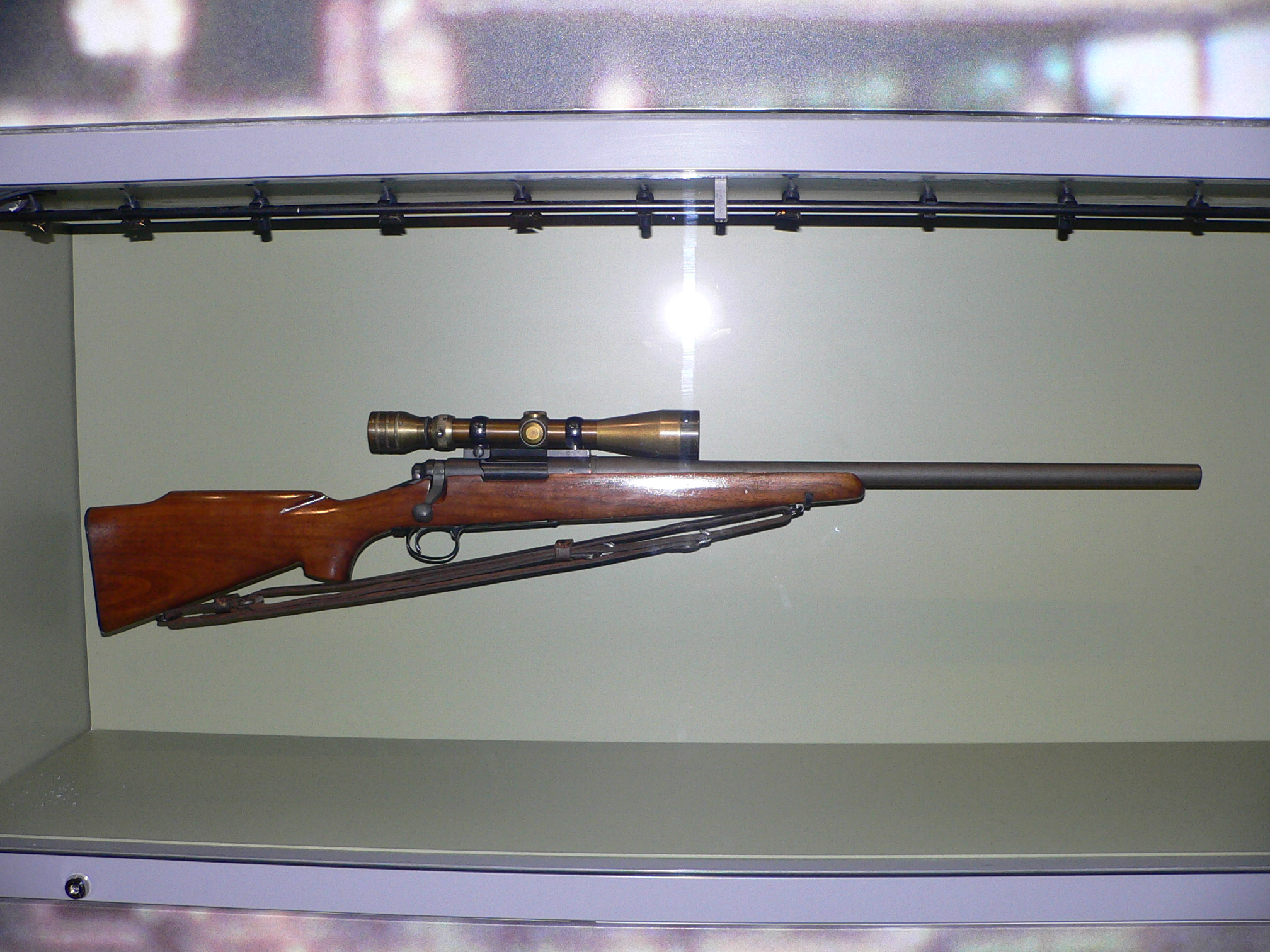
查克當年用的溫契斯特70型步槍目前陳列於美國國家海軍陸戰隊博物館。

查克從1970年退伍後就消失在人海之中，可能是越戰帶來的世代衝擊與影響，以致於他的戰績更是有廿年都壓根兒沒人想起來，這倒也合了他的意。就像一個能夠平安歸鄉的戰士一樣，查克回到家鄉後成了家，開始在美國農業部森林管理處上班，一直到1990年代退休為止。
查克從來就不大吹大擂自己的當年勇，直到有一天當年的一位同袍約瑟夫 T. 華德（Joseph T. Ward）出了一本書名為「親愛的媽媽，一個狙擊手眼中的越南」（Dear Mom: A Sniper's Vietnam），查克的名聲才漸漸的浮出檯面。不過書裡頭說查克只有101人確認有效擊殺數，所以世界上又因此多了一場唇槍舌劍加筆戰的開始。
有一句話叫做「真理越辯越明」，為了這場論戰跳下來的研究的人士都發現原來官方早就把答案準備好了，『有效擊殺數103人，另外加上216人是「可能擊殺」。』，這下子大家才曉得原來保持低調到不行的查克是個不世出的高手。
從此之後像貓一樣害羞的查克才逐漸開始適應投射燈下的生活，自從查克退休後也變的方便出席各項會議與公共活動，像是參加全國狙擊手射擊競賽（National Sniper Shooting Competitions）之類的活動；一直到2006年查克都還在開班授徒，對專業狙擊手訓練班的學生提出心得。

## 外部連結
- Winter, LCpl Christian B.  (PDF). Marine Magazine. United States Marine Corps. April–June 2005  [2007-02-04]. （原始内容存档 (PDF)于2006-03-01）.
- . GlobalSecurity.org.   [2007-02-04]. （原始内容存档于2016-01-01）.
- Smith, Clint. . Guns Magazine. January 2004  [2007-02-04]. （原始内容存档于2015-09-24）.